# Eduardo Martínez Somalo
Eduardo Martínez Somalo (Baños de Río Tobía, 31 marzo 1927 – Città del Vaticano, 10 agosto 2021) è stato un cardinale e arcivescovo cattolico spagnolo.

## Biografia
Eduardo Martínez Somalo è nato il 31 marzo 1927 a Baños de Río Tobía, provincia di La Rioja e diocesi di Calahorra e La Calzada (oggi diocesi di Calahorra e La Calzada-Logroño), nella parte centro-settentrionale del Regno di Spagna negli ultimi anni della Restaurazione borbonica.
Ha ricevuto l'ordinazione sacerdotale il 19 marzo 1950, a Roma, per imposizione delle mani di Luigi Traglia, arcivescovo titolare di Cesarea di Palestina e Vicegerente della diocesi di Roma nonché futuro cardinale; si è incardinato, poco prima di compiere ventitré anni, come presbitero della diocesi di Calahorra e La Calzada.

### Ministero sacerdotale
Ha svolto inizialmente il ministero pastorale nella diocesi natale, poi è stato inviato nuovamente a Roma dove ha conseguito il dottorato in Diritto canonico presso la Pontificia Università Lateranense nel 1956. L'anno successivo è stato nominato segretario di nunziatura e professore alla Pontificia accademia ecclesiastica.
In qualità di responsabile della sezione spagnola della Segreteria di Stato, ha accompagnato papa Paolo VI nel pellegrinaggio apostolico compiuto in Colombia dal 22 al 25 agosto 1968 in occasione del 39º Congresso Eucaristico Internazionale.
Il 16 luglio 1970 papa Paolo VI lo ha nominato, quarantatreenne, assessore per gli affari generali della Segreteria di Stato; è succeduto al cinquantunenne Sotero Sanz Villalba, contestualmente promosso a capo della nunziatura apostolica in Cile e alla sede titolare di Mérida Augusta. È stato quindi un collaboratore diretto dell'allora sostituto Giovanni Benelli, futuro cardinale. In tutto questo periodo, nonostante il sommarsi di maggiori e gravosi impegni, ha svolto un intenso ministero pastorale, dedicandosi in modo particolare al mondo della sofferenza.

### Ministero episcopale
Il 12 novembre 1975 papa Paolo VI lo ha nominato, quarantottenne, nunzio apostolico in Colombia, succedendo ad Angelo Palmas, nominato pro-nunzio apostolico in Canada; contestualmente gli è stata assegnata la sede titolare di Tagora con dignità di arcivescovo titolare, a titolo personale. Ha ricevuto la consacrazione episcopale il 13 dicembre seguente, presso la Basilica di San Pietro in Vaticano, per imposizione delle mani del cardinale Jean-Marie Villot, Segretario di Stato di Sua Santità, assistito dai co-consacranti futuri cardinali Giovanni Benelli, arcivescovo titolare di Tusuro e sostituto per gli affari generali della Segreteria di Stato, e Francisco Álvarez Martínez, vescovo di Tarazona. Come suo motto episcopale il neo arcivescovo Martínez Somalo ha scelto Caritas et veritas, che tradotto vuol dire "Carità e verità".
Il 5 maggio 1979 papa Giovanni Paolo II lo ha nominato, cinquantaduenne, sostituto per gli affari generali della Segreteria di Stato, una sorta di ministero per gli interni con lo scopo di dirigere e coordinare gli uffici della Santa Sede; è succeduto a Giuseppe Caprio, nominato pro-presidente dell'Amministrazione del patrimonio della Sede Apostolica il 28 aprile precedente. Contestualmente ha ricevuto anche l'incarico di Segretario della cifra, occupandosi di tenere la corrispondenza con i nunzi apostolici coadiuvato da più cifristi.
Ha accompagnato papa Giovanni Paolo II durante i suoi numerosi viaggi apostolici nel mondo.

### Cardinalato
Il 29 maggio 1988, dopo la messa domenicale, papa Giovanni Paolo II ha annunciato la sua creazione a cardinale nel concistoro del 28 giugno seguente; sessantunenne, ha contestualmente cessato il proprio incarico di sostituto per gli affari generali in attesa di una nuova collocazione. Durante la cerimonia, svoltasi presso il Palazzo Apostolico, gli sono stati conferiti la berretta, l'anello e la diaconia del Santissimo Nome di Gesù, vacante dal 10 ottobre 1986, giorno della morte del cardinale italiano Michele Pellegrino, arcivescovo emerito di Torino. Ha preso possesso della sua diaconia durante una celebrazione successiva.
Il 1º luglio seguente papa Giovanni Paolo II lo ha nominato prefetto della Congregazione per il culto divino e la disciplina dei sacramenti, il dicastero che si occupa della compilazione e della traduzione dei testi liturgici di rito latino nonché della disciplina dei sette sacramenti; è succeduto al settantasettenne cardinale tedesco Paul Augustin Mayer, O.S.B., che il giorno seguente verrà nominato presidente della neo costituita Pontificia commissione "Ecclesia Dei".
Il 21 gennaio 1992 papa Giovanni Paolo II lo ha trasferito, sessantaquattrenne, a capo della Congregazione per gli istituti di vita consacrata e le società di vita apostolica, il dicastero che si occupa dell'approvazione e della disciplina degli istituiti religiosi, di quelli secolari e delle società di vita apostolica; è succeduto al settantacinquenne cardinale belga Jean Jérôme Hamer, O.P., dimissionario per raggiunti limiti d'età.
Il 5 aprile 1993 papa Giovanni Paolo II lo ha nominato, appena sessantaseienne, Camerlengo di Santa Romana Chiesa, occupandosi di dirigere l'amministrazione finanziaria della Santa Sede e presiedere la sede vacante; è succeduto al cardinale italiano Sebastiano Baggio, deceduto settantanovenne il 21 marzo precedente.
Il 29 gennaio 1996, a seguito della promozione all'ordine presbiterale del cardinale Duraisamy Simon Lourdusamy, prefetto emerito della Congregazione per le Chiese orientali, è divenuto cardinale protodiacono, ovvero il cardinale dell'ordine diaconale di più antica creazione.
Il 9 gennaio 1999, durante un concistoro ordinario pubblico per il voto su alcune cause di canonizzazione, dopo averne fatto richiesta ha optato per l'ordine dei cardinali presbiteri mantenendo la diaconia del Santissimo Nome di Gesù elevata a titolo presbiterale pro hac vice, avendo trascorso un decennio come cardinale diacono, ai sensi del can. 350 § 5-6 del Codice di diritto canonico; contestualmente ha cessato di essere cardinale protodiacono.
È stato tra i più stretti ed immediati collaboratori di Giovanni Paolo II nel suo ministero di pastore supremo della Chiesa universale.
L'11 febbraio 2004 papa Giovanni Paolo II ha accettato la sua rinuncia da capo della Congregazione per gli istituti di vita consacrata e le società di vita apostolica per raggiunti limiti d'età, ai sensi del can. 354 del Codice di diritto canonico, divenendone prefetto emerito all'età di settantasei anni; gli è succeduto il sessantanovenne Franc Rodé, C.M., contestualmente trasferito dalla sede metropolitana di Lubiana.

Lo stemma del cardinale durante la sede vacante del 2005.

Dopo la morte di papa Giovanni Paolo II, ha preso parte al conclave del 2005, che si è concluso con l'elezione al soglio pontificio del cardinale Joseph Ratzinger, prefetto della Congregazione per la dottrina della fede, con il nome di Benedetto XVI. Nella sua veste di camerlengo, ha presieduto la sede vacante dal 2 al 19 aprile 2005; durante questo periodo la Città del Vaticano ha emesso una serie di monete recanti il suo stemma.
Il 31 marzo 2007, al compimento dell'ottantesimo genetliaco, ha perso il diritto di entrare in conclave ed ha cessato di essere membro dei dicasteri della Curia romana, in conformità all'art. II § 1-2 del motu proprio Ingravescentem Aetatem, pubblicato da papa Paolo VI il 21 novembre 1970; cinque giorni dopo, il 4 aprile, papa Benedetto XVI ha accettato la sua rinuncia dall'incarico di camerlengo di Santa Romana Chiesa, chiamando a succedergli Tarcisio Bertone, S.D.B., segretario di Stato di Sua Santità.
È morto nel suo appartamento nella Palazzina dell'Arciprete nella Città del Vaticano il 10 agosto 2021 all'età di 94 anni. Aveva accanto il nipote, monsignor Fernando Loza Martínez, e le suore missionarie di Gesù Eterno Sacerdote che lo assistevano. I funerali sono stati celebrati tre giorni dopo presso l'altare della Cattedra nella basilica di San Pietro in Vaticano dal cardinale Giovanni Battista Re, decano del collegio cardinalizio. Un secondo funerale è stato celebrato il 20 agosto a Baños de Río Tobía dal cardinale Juan José Omella prima della sepoltura nella tomba di famiglia.

## Genealogia episcopale e successione apostolica
La genealogia episcopale è:
- Cardinale Scipione Rebiba
- Cardinale Giulio Antonio Santorio
- Cardinale Girolamo Bernerio, O.P.
- Arcivescovo Galeazzo Sanvitale
- Cardinale Ludovico Ludovisi
- Cardinale Luigi Caetani
- Cardinale Ulderico Carpegna
- Cardinale Paluzzo Paluzzi Altieri degli Albertoni
- Papa Benedetto XIII
- Papa Benedetto XIV
- Papa Clemente XIII
- Cardinale Giovanni Francesco Albani
- Cardinale Carlo Rezzonico
- Cardinale Antonio Dugnani
- Arcivescovo Jean-Charles de Coucy
- Cardinale Gustave-Maximilien-Juste de Croÿ-Solre
- Vescovo Charles-Auguste-Marie-Joseph Forbin-Janson
- Cardinale François-Auguste-Ferdinand Donnet
- Vescovo Charles-Emile Freppel
- Cardinale Louis-Henri-Joseph Luçon
- Cardinale Charles-Henri-Joseph Binet
- Cardinale Maurice Feltin
- Cardinale Jean-Marie Villot
- Cardinale Eduardo Martínez Somalo

La successione apostolica è:
- Vescovo Olavio López Duque, O.A.R. (1977)
- Vescovo José Agustín Valbuena Jáuregui (1977)
- Vescovo Rafael Arcadio Bernal Supelano, C.SS.R. (1978)